# Sălașu de Sus
Sălașu de Sus – wieś w Rumunii, w okręgu Hunedoara, w gminie Sălașu de Sus. W 2011 roku liczyła 510 mieszkańców.